# ウダノケラトプス
ウダノケラトプス（Udanoceratops）は、角竜類の属の一つ。白亜紀後期のサントニアン期後半もしくはカンパニアン前半に生息していた。化石はモンゴルで発掘されている。名前の意味は、ギリシア語で「ウーデンの角のある顔」（"ceras"が角、"-ops"が顔）。

## 発見と模式種

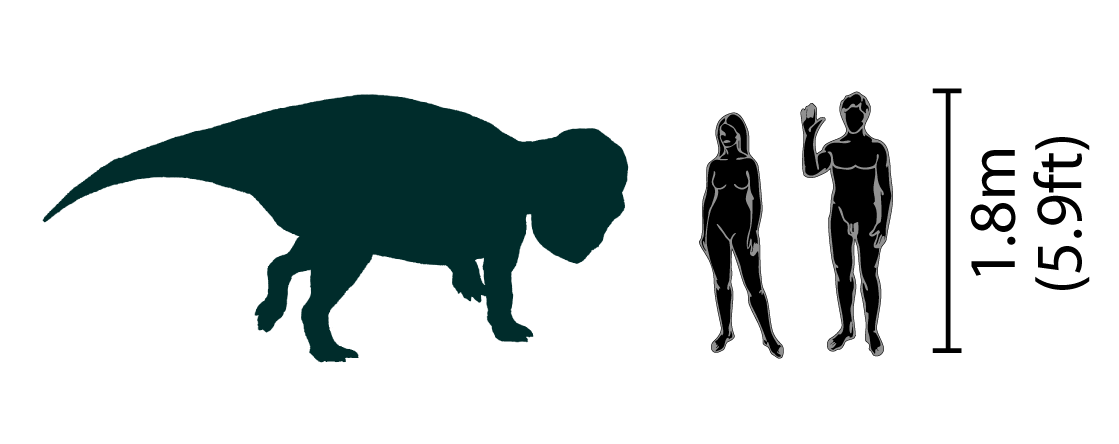
人間とウダノケラトプスの大きさの比較

ウダノケラトプスはクルザノフ（Kurzanov）によって、1992年、最初に報告された。発見されたのは頭蓋骨で、長さ60cm。保存状態は比較的良好だった。二足歩行する既知の新角竜類としては最大のものだと考えられている。見つかった頭蓋骨は極めて小さい角とフリルを有している。体長は約4mと見積もられている。模式種は U. tshizhovi である。

## 系統分類

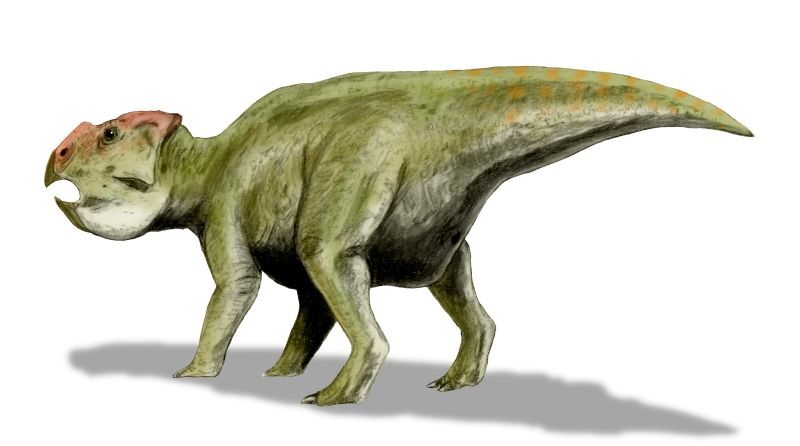
U. tshizhovi の復元図

ウダノケラトプス属は角竜類（ギリシア語で「角のある顔」の意）の下位分類群である。角竜類とはオウムのような嘴を持つ植物食性の恐竜で、白亜紀に北アメリカおよびアジアに生息したグループである。チネリー（Chinnery）はこの属を、レプトケラトプス科に所属するとしている。レプトケラトプスやモンタノケラトプス、プレノケラトプスなどレプトケラトプス科の恐竜はみな北アメリカの恐竜であり、ウダノケラトプスは本科の属でアジアに生息した唯一の例である。

## 食性
ウダノケラトプスは、他の全ての角竜と同様に、草食動物であった。白亜紀の間、顕花植物は「限られた地域にしか見られなかった」ため、彼らが食べたのはシダ植物、ソテツ類、毬果植物であったと思われる。ウダノケラトプスは角竜類に特有の鋭い嘴で葉や針葉を噛み切ったのであろう。